# Santa Bárbara (Vila do Porto)
Santa Bárbara é uma freguesia portuguesa do município de Vila do Porto, na ilha de Santa Maria, Região Autónoma dos Açores, com 15,42 km² de área e 370 habitantes (censo de 2021). A sua densidade populacional é 24 hab./km².
Localiza-se num vale no nordeste da ilha, e confronta com o oceano Atlântico a Norte e a Este e com as freguesias de Santo Espírito, a sudeste, de Almagreira, a sudoeste, e São Pedro, a oeste. É integrada pelos lugares de Termo da Igreja, Norte, Lagos, Lagoínhas, Feteiras, Pocilgas, Pico do Penedo, Poço Grande, Boa Vista, Forno, Barreiro, Fajã de São Lourenço, Arrebentão, Tagarete, Eira Alta e Ribeira do Amaro.
A topografia acidentada do terreno contribuiu para a dispersão espacial das habitações pelas colinas que circundam o vale. São casas pintadas de branco, onde predominam as "vistas" cor de anil, o que contribui para que seja considerada uma localidades mais pitorescas da ilha.

## Geografia
De grande beleza natural, a sua paisagem natural é marcada por montes e profundos vales no fundo dos quais correm ribeiras.
Possui terrenos férteis e marcada tradição rural desde os tempos do povoamento da ilha, dedicando-se as populações historicamente à agricultura e à pecuária, complementadas pela pesca. Nas fajãs de São Lourenço, durante séculos, constituíram-se quartéis de vinha, que lhe conferem hoje o seu aspecto característico.

## História
O povoamento do local remonta ao século XVI, sendo esta a terceira freguesia a ser criada, em meados desse século. O "Mapa dos Açores" (Luís Teixeira, c. 1584) assinala o casario sobre "La Prainha", atual praia de São Lourenço e, em mapas posteriores nele baseados, a toponímia "Villa da prainha".
À época, encontra-se referida por Frutuoso: "A outra [freguesia], de Santa Bárbara, fica ao longo da serra, da mesma banda do Norte, légua e meia da Vila [do Porto]."
O mesmo autor refere ainda:
"(...) é freguesia de quarenta fogos e cento e dez almas de confissão, pouco mais ou menos; onde foi o primeiro cura Bartolomeu Luís, natural desta ilha de São Miguel, o qual não confirmou a igreja, porque quis antes um benefício na Vila. E Amador Fernandes, natural desta mesma ilha, foi o primeiro vigário confirmado; o segundo, José Gonçalves, o qual a renunciou; e ao presente é vigário Manuel Fernandes, natural da dita ilha de Santa Maria; em a qual freguesia mora gente muito honrada."
De acordo com o estudo do Dr. Manuel Monteiro Velho Arruda, primitivamente toda esta região se chamava de São Lourenço, e assim dizia-se Freguesia de Santa Bárbara, lugar de São Lourenço.
A descrição da freguesia no Álbum Açoriano em 1903 refere-a como a mais pobre da ilha, dedicando-se os seus habitantes ao cultivo do trigo, da batata e à criação de gado. Assinala ainda as obras nela feitas à época, das quais destaca o chafariz ao lado da igreja paroquial e o cemitério. 
“A Freguesia de Santa Bárbara no passado e no presente”, por José de Sousa, “O Baluarte de Santa Maria”, Ano X, nº 82, II Série, 1 de fevereiro de 1984, p. 2 e 8
A freguesia sediou, entre 1965 e 31 de dezembro de 1977, uma estação da Cadeia NATO-D do sistema LORAN-A, designada Estação LORAN de Santa Maria, que funcionava como "master" em coordenação com a Estação LORAN das Flores (ramo 1S7) e com a Estação LORAN do Porto Santo (ramo 1S6). O complexo, que teve grande qualidade construtiva, encontra-se totalmente degradado e invadido pela vegetação.
A rede de distribuição de água potável na freguesia, no Lugar da Igreja e em São Lourenço, foi inaugurada em 11 de dezembro de 1966. Nos demais lugares foi-o apenas em 1983.

## Demografia
A população registada nos censos foi:
| Distribuição da População por Grupos Etários | Distribuição da População por Grupos Etários | Distribuição da População por Grupos Etários | Distribuição da População por Grupos Etários | Distribuição da População por Grupos Etários |
| -------------------------------------------- | -------------------------------------------- | -------------------------------------------- | -------------------------------------------- | -------------------------------------------- |
| Ano                                          | 0-14 Anos                                    | 15-24 Anos                                   | 25-64 Anos                                   | > 65 Anos                                    |
| 2001                                         | 93                                           | 66                                           | 231                                          | 90                                           |
| 2011                                         | 56                                           | 59                                           | 221                                          | 69                                           |
| 2021                                         | 50                                           | 35                                           | 218                                          | 67                                           |

## Património edificado
De acordo com a tradição, as habitações da freguesia são pintadas na cor branca com barras azuis. Entre o património edificado destacam-se:
- Casamatas do Pico Alto
- Ermida de Jesus, Maria, José - no lugar de São Lourenço
- Ermida de Nossa Senhora de Lurdes - no lugar do Norte
- Ermida de Nossa Senhora do Desterro (Santa Bárbara) - na praia de São Lourenço
- Ermida de São Lourenço - na praia de São Lourenço
- Estação LORAN de Santa Maria
- Forte da Baía de São Lourenço - no porto de São Lourenço
- Igreja de Santa Bárbara - no centro da freguesia

## Património natural
- Covão da Mula
- Pico Alto (Vila do Porto)
- Pico do Penedo
- Reserva Natural da Baía de São Lourenço - constitui-se numa tradicional zona de veraneio. Por suas encostas estendem-se os quartéis de vinha, formando um quadriculado de pedra que a torna uma paisagem única. Em um de seus extremos fica o ilhéu de São Lourenço, que abriga em seu interior uma gruta com estalactites e estalagmites: a furna do Ilhéu do Romeiro. A praia de São Lourenço é de areia branca, nela sendo praticados desportos de Verão como o vólei de praia, a canoagem e o surf.